# Charles Brandon (3. książę Suffolk)
Charles Brandon (ur. 1537, zm. 14 lipca 1551) – angielski arystokrata, syn Charlesa Brandona, 1. księcia Suffolk i Catherine Willoughby.

## Życiorys
Urodził się w 1537 jako młodszy syn Charlesa Brandona i jego czwartej żony Catherine Willoughby. Jego ojciec w czerwcu 1533 owdowiał po śmierci Marii Tudor, siostrze króla Henryka VIII. Matka Charlesa była córką damy dworu Katarzyny Aragońskiej. Ślub jego rodziców odbył się niecałe 3 miesiące po tym, jak Charles został wdowcem
Przyrodni bracia Henry’ego (synowie Marii Tudor) zmarli w dzieciństwie.
W 1541 roku Charles i jego starszy brat Henry zostali sportretowani przez Hansa Holbeina młodszego.
W 1545 zmarł ojciec Charlesa. Henry otrzymał tytuł 2. księcia Suffolk.
Wraz z bratem uczył się w St John’s College na Uniwersytecie Cambridge. Obaj byli jednymi z najbliższych towarzyszy króla Edwarda VI.
Latem 1551 w Cambridge wybuchła epidemia „angielskich potów”. Bracia szybko wyjechali z miasta, jednak już byli chorzy. Henry zmarł 14 lipca 1551. Na łożu śmierci Charles otrzymał tytuł 3. księcia Suffolk. Zmarł pół godziny po swoim bracie. Umarli we wsi Buckden, blisko Huntingdon.
Król bardzo przeżył śmierć swoich dwóch przyjaciół. Tytuł księcia Suffolk otrzymał Henry Grey, mąż jego przyrodniej siostry Frances Brandon, których córka Jane na 9 dni w lipcu 1553 została królową Anglii.
Matka Charlesa przeżyła swoich synów i zmarła dopiero w 1580.